# Bethesda Softworks
A Bethesda Softworks a ZeniMax Media vállalat egyik videójáték-fejlesztő cége. A stúdió székhelye eredetileg a marylandi Bethesda volt, majd 1990-ben költöztek át későbbi irodájukba, Rockville-be. Több szerepjáték, verseny- és szimulációs játék, valamint sportjátékok köthetőek a nevükhöz.

## Története
A Bethesda Softworks már több mint két évtizede foglalkozik videójátékok fejlesztésével és kiadásával. A céget 1985-ben alapította Christopher Weaver a marylandi Bethesdában, majd 5 év múltán Rockvillbe helyezték át a székhelyet. 1998-ban Weaver úgy döntött, a céget kibővíti és már nem csak PC játékokkal foglalkoznak majd, hanem egy multimédiás vállalatot alakítanak ki. 1999-ben így jött létre Robert A. Altman segítségével a ZeniMax Media vállalkozás.
A Bethesda készítette el a  fizikán alapuló első sportjátékot, ami a Gridiron! címet viselte és 1986-ban jelent meg Atari ST, Commodore Amiga és Commodore 64/128 platformokra. A legelső játékaik jó kritikákat kaptak, például a Wayne Gretzky Hockey, amit akkoriban a „legjobb jégkorong-videójátéknak” és a „legpontosabb és legélvezetesebb sport szimulációs játéknak” tituláltak.
A legismertebb munkájuk azonban a The Elder Scrolls szerepjáték sorozat, aminek létrehozásában Julian Lefay jelentős szerepet játszott, sokan az „Elder Scrolls játékok atyjának” nevezik. Legelső része az 1994-ben megjelent The Elder Scrolls: Arena. Azóta a sorozat tovább bővült, közvetlen folytatásai a Daggerfall (1996), a Morrowind (2002), az Oblivion (2006) és a Skyrim (2011), de több mellékág is megjelent: An Elder Scrolls Legend: Battlespire (1997), The Elder Scrolls Adventures: Redguard (1998) és a The Elder Scrolls Travels: Shadowkey (2004). A Bethesda játékok is kiadásával foglalkozik, főleg, amelyek valamilyen népszerűbb film alapján készülnek, mint például a Terminator, a Star Trek vagy a Karib-tenger kalózai.
2004-ben megvásárolták az Interplaytől a Fallout sorozat jogait és megkezdték a Fallout 3 fejlesztését, ami 2008 októberében jelent meg és 5 letölthető tartalom jelent meg hozzá: az Operation: Anchorage, a The Pitt, a Broken Steel, a Point Lookout és a Mothership Zeta.
A Bethesda a kiadói szerepkörét sem szeretné elhanyagolni, ezért új címeket is felkarolnak, mint a WET vagy a Rogue Warrior, de az Obsidian Entertainment által készített Fallout: New Vegas, a Splash Damage alkotta Brink és az inXile Entertainment fejlesztette Hunted: The Demon's Forge megjelenését is ők intézték.
2009. június 24-én a ZeniMax Media felvásárolta az id Software-t, így a Rage kiadásáért is ők felelnek (a korábbi kiadó, az Electronic Arts helyett), illetve az összes id Tech 5 grafikus motort használó játék megjelenéséért is.

## Bethesda Game Studios
A Bethesda Game Studios (BGS) egy belsős fejlesztőcsapat, amit Todd Howard irányít. Bár régebben nem mindegyik játékukat a Bethesda Softworks adta ki, az Oblivion PlayStation 3 változata óta az összes játékuk kiadói teendőit ők látják el.

## A Bethesda által fejlesztett/kiadott jelentősebb játékok listája
- Gridiron! (1986)
- The Terminator (1990)
- Terminator 2029 (1992)
- The Elder Scrolls: Arena (1993)
- The Terminator: Future Shock (1995)
- SkyNET (1996)
- The Elder Scrolls II: Daggerfall (1996)
- An Elder Scrolls Legend: Battlespire (1997)
- The Elder Scrolls Adventures: Redguard (1998)
- IHRA Drag Racing (2000)
- The Elder Scrolls III: Morrowind (2002)
- Call of Cthulhu: Dark Corners of the Earth (2005)
- Star Trek: Legacy (2006)
- The Elder Scrolls IV: Oblivion (2006)
- Fallout 3 (2008)
- WET (2009)
- Fallout: New Vegas (2010)
- Brink (2011)
- Hunted: The Demon’s Forge (2011)
- Rage (2011)
- The Elder Scrolls V: Skyrim (2011)
- Dishonored (2012)
- Doom 3 BFG Edition (2012)
- The Elder Scrolls Online (2014)
- Wolfenstein: The New Order (2014)
- The Evil Within (2014)
- Wolfenstein: Old Blood (2015)
- Fallout Shelter (2015)
- Fallout 4 (2015)
- Doom (2016)
- Dishonored 2 (2016)
- Wolfenstein II: The New Colossus
- Quake Champion (2017)
- Prey (2017)
- The Evil Within 2 (2017)
- Wolfenstein ll:The New Colossus
- Fallout 76 (2018)
- Rage 2 (2019)
- Wolfenstein:Cyberpilot (2019)
- Wolfenstein:Young Blood (2019)
- Doom64 (2020)
- Doom Eternal (2020)

## Fejlesztés alatt álló játékok
- Prey 2
- The Crossing (fejlesztése szünetel)
- BattleCry (2016)
- The Elder Scrolls: Legends (2016)
- The Elder Srcolls VI
- Starfield (2023)